# جون لورانس (سياسي أمريكي)
جون لورانس (بالإنجليزية: John Lawrence)‏ هو سياسي أمريكي، ولد في 15 يونيو 1978. حزبياً، نشط في الحزب الجمهوري. وقد انتخب عضو مجلس نواب بنسيلفانيا.